# Psychopathia sexualis (Krafft-Ebing)

Titelblatt der ersten Fassung von 1886

Psychopathia sexualis ist das bekannteste Werk des Psychiaters und Gerichtsmediziners Richard von Krafft-Ebing. Das Standardwerk der frühen Sexualwissenschaft erschien erstmals 1886.

## Inhalt
Krafft-Ebing beschrieb sexuelle Abweichungen und Perversionen anhand von Fallbeispielen und kategorisierte sie in neue Begriffe wie Masochismus und Sadismus. Zur Vorsicht schrieb er Teile des Textes, die zu seiner Zeit als besonders anstößig wahrgenommen werden konnten, in lateinischer Sprache.
Das Werk erreichte nach etlichen Überarbeitungen sowie dem Einbeziehen zusätzlicher Fallstudien und Verbesserungen durch den Verfasser ein Jahr nach dessen Tod (1902) seine 12. Auflage (Ausgabe letzter Hand: Stuttgart, 1903). Ebenso wurden verschiedene Ausgaben des Werks in sieben Sprachen übersetzt. Nach weiteren Überarbeitungen erreichte die Psychopathia sexualis im Jahre 1924 ihre 17. deutsche Auflage.
Von Krafft-Ebing schreibt in seinem Vorwort zur 11. Auflage: „Der unerwartet große buchhändlerische Erfolg ist wohl der beste Beweis dafür, daß es auch unzählige Unglückliche gibt, die in dem sonst nur Männern der Wissenschaft gewidmeten Buche Aufklärung und Trost hinsichtlich rätselhafter Erscheinungen ihrer eigenen Vita sexualis suchen und finden“.

## Filme und Populärkultur
In der BBC-Verfilmung Sherlock Holmes – Der Seidenstrumpfmörder von 2004 ist die Verlobte von Dr. Watson eine Psychoanalytikerin, die Sherlock Holmes auf mögliche sexuelle Motive des Mörders aufmerksam macht und ihm ein Exemplar der Psychopathia sexualis schenkt.
Das Werk diente im Jahr 2006 dem Regisseur Bret Wood als Inspiration für einen Spielfilm mit dem Titel Psychopathia Sexualis.
In der 2018 erschienenen Netflix-Serie The Alienist – Die Einkreisung wurde die achte Folge der ersten Staffel nach Psychopathia sexualis benannt.
1985 adaptierte der Zeichner Robert Crumb eine Auswahl von Krafft-Ebings Fallbeispielen in Comicform.

## Ausgaben
- Psychopathia sexualis. Eine klinisch-forensische Studie. 1886.
- Psychopathia sexualis. 13. vermehrte Ausgabe, Stuttgart 1907
- Psychopathia sexualis. 14. Ausgabe. 1912.
- Psychopathia sexualis. Mit besonderer Berücksichtigung der konträren Sexualempfindung. Eine medizinisch-gerichtliche Studie für Ärzte und Juristen. 14., vermehrte Auflage, hrsg. von Alfred Fuchs, mit Beiträgen von Georges Bataille und anderen. München 1984.
- Psychopathia sexualis. 16.–17. Auflage, hrsg. von Albert Moll. Stuttgart 1924.
- Neuauflage 1997, Matthes & Seitz Berlin, ISBN 3-88221-351-5.